# Khan al-Ahmar
Khan al-Ahmar (en árabe: الخان الأحمر‎ lit. caravasar rojo) es un pueblo palestino situado en la gobernación de Jerusalén, en Cisjordania. Khan al-Ahmar está localizado entre los asentamientos israelíes de Ma'ale Adumim y Kfar Adumim. Los residentes de la tribu beduina Jahalin viven allí en tiendas de campaña y edificios provisionales de hojalata agrupados cerca de la carretera Jerusalén-Jericó.

## Toponimia
Su nombre proviene del color rojizo provocado por el óxido de hierro que tiñe la caliza formando colinas rojo-marrones de las áreas en la ruta que desciende de Jerusalén a Jericó.

## Historia
En mayo de 2018, la Corte Suprema de Israel determinó que sus residentes podrían ser expulsados para permitir la expansión de los asentamientos judíos, debido a que Khan al-Ahmar fue construido ilegalmente, sin permiso y en terreno público demasiado cerca de la autopista. Según un acuerdo negociado bajo el mandato del ex primer ministro Benjamín Netanyahu,  sus residentes aceptaron desalojar su pueblo a cambio de un estatus de residencia permanente en Israel. Israel los reubicaría en una aldea en el desierto de Néguev y les otorgaría pasaportes israelíes. La expulsión fue postergada durante tres años a través de negociaciones. En 2021, con el cambio de gobierno en Israel, el primer ministro Naftali Bennett se comprometió a resolver el conflicto y mudar a los residentes.

## Demografía
| Gráfica de evolución de Khan al-Ahmar entre 1931 y 2018 |
|                                                         |

En 2018 estaba habitado por 173 beduinos, incluidos 92 niños, que vivían allí en tiendas y cabañas, con un notable crecimiento desde los 100 habitantes registrados en 2010. Sus instalaciones escolares cubren las necesidades educativas de 150 niños en la zona.